# Distretto di Huacrapuquio
Il distretto di Huacrapuquio  è uno dei ventotto distretti della provincia di Huancayo, in Perù. Si trova nella regione di Junín e si estende su una superficie di 24,10  chilometri quadrati.